# Solita
Solita là một khu tự quản thuộc tỉnh Caquetá, Colombia. Thủ phủ của khu tự quản Solita đóng tại Solita Khu tự quản Solita có diện tích 1827 ki lô mét vuông. Đến thời điểm ngày 28 tháng 5 năm 2005, khu tự quản Solita có dân số  người.